# Grote Scheldeprijs 2002
Il Grote Scheldeprijs 2002, ottantottesima edizione della corsa, si svolse il 24 aprile per un percorso di 205 km, con partenza ad Anversa ed arrivo a Schoten. Fu vinto dall'australiano Robbie McEwen della squadra Lotto-Adecco davanti al belga Tom Steels e all'olandese Stefan van Dijk.

## Ordine d'arrivo (Top 10)
| Pos. | Corridore        | Squadra                 | Tempo    |
| ---- | ---------------- | ----------------------- | -------- |
| 1    | Robbie McEwen    | Lotto-Adecco            | 4h54'00" |
| 2    | Tom Steels       | Mapei-Quick Step        | s.t.     |
| 3    | Stefan van Dijk  | Lotto-Adecco            | s.t.     |
| 4    | Michel Vanhaecke | Landbouwkrediet-Colnago | s.t.     |
| 5    | Oleg Grishkine   | Navigators              | s.t.     |
| 6    | Ján Svorada      | Lampre-Daikin           | s.t.     |
| 7    | Mauro Zinetti    | Index-Alexia            | s.t.     |
| 8    | Ludovic Capelle  | Ag2r Prévoyance         | s.t.     |
| 9    | Rudi Kemna       | Bankgiroloterij-Batavus | s.t.     |
| 10   | Nico Mattan      | Cofidis                 | s.t.     |